# Alberto Saiz
Alberto Saiz Cortés (prononcé en espagnol : [alˈβɛɾto ˈsai̯θ koɾˈtes]) est un fonctionnaire espagnol, né le 9 août 1953 à Cuenca.

## Biographie
Alberto Saiz Cortés naît le 9 août 1953 à Cuenca. Il est ingénieur technique supérieur des montagnes.
Il commence à travailleur pour diverses administrations locales comme contractuel en 1982. Devenu fonctionnaire en 1989, il devient chef du service des Montages à la délégation du département de l'Agriculture de la Junte des communautés de Castille-La Manche dans la province d'Albacete. Il est nommé directeur général de l'Environnement naturel au sein du département de l'Agriculture et de l'Environnement en 1995, puis directeur général du Milieu naturel quatre ans plus tard.
Après les élections parlementaires de mai 2003, le président de la Junte des communautés José Bono le nomme conseiller à l'Industrie et au Travail. Quand Bono passe au gouvernement espagnol en tant que ministre de la Défense, il choisit Saiz comme nouveau directeur du Centre national du renseignement (CNI). Cette désignation surprend, dans la mesure où le directeur d'alors Jorge Dezcallar n'avait accompli que deux des cinq années de son mandat.
Bien que la ministre de la Défense Carme Chacón soit partisane de son remplacement, il est reconduit dans ses fonctions en avril 2009 sur la recommandation de la première vice-présidente du gouvernement María Teresa Fernández de la Vega. À peine deux mois plus tard, Chacón annonce l'ouverture d'une enquête interne pour déterminer la source des dénonciations anonymes ayant mis en cause l'usage de fonds publics à des fins privées par Saiz. Il finit par remettre sa démission le 30 juin, après que le président du gouvernement et la ministre de la Défense ont refusé son plan de restructuration, destiné selon lui à rétablir la confiance interne aux services secrets et prévoyant le limogeage de 60 agents. Il est remplacé trois jours plus tard par l'ancien chef d'État-Major de la Défense Félix Sanz Roldán.